# The Sea Maiden
The Sea Maiden è un cortometraggio muto del 1913 diretto da Rollin S. Sturgeon.

## Trama
Edmund Vance riceve la notizia che gli è capitata una grossa fortuna, Felice corre dalla fidanzata Stella per farla partecipe, ma la trova tra le braccia di un altro. Ovviamente, rompe il fidanzamento, esigendo che lei gli restituisca l'anello. Stella, che lo credeva ormai rovinato, scopre la sua nuova ricchezza e decide di vendicarsi di lui. Per questo, convince la bella e giovane Madeline che Vance è il responsabile del suicidio di suo padre. Poi la presenta all'ex fidanzato; lui si innamora subito della giovinetta e lei di lui. Quando, però, Edmund la chiede in moglie, lei gli rinfaccia di essere la causa delle sue disgrazie e della morte del padre.
Edmund ha un colloquio con Stella che lo deride, confessandogli di aver mentito a Madeline. Ma quest'ultima sente la conversazione tra i due e, entrando nella stanza, mette fine al gioco di Stella che li lascia soli. Ora Madeline si sente colpevole nei riguardi di Edmund e sta per andarsene anche lei. Lui, però, la ferma, stringendola a sé.

## Produzione
Il film fu prodotto dalla Vitagraph Company of America.

## Distribuzione
Distribuito dalla General Film Company, il film - un cortometraggio in una bobina - uscì nelle sale cinematografiche statunitensi il 10 maggio 1913.